# Thiruvennainallur
Thiruvennainallur (o Tiruvennainallur, Tiruvennainellur) è una suddivisione dell'India, classificata come town panchayat, di 8.517 abitanti, situata nel distretto di Viluppuram, nello stato federato del Tamil Nadu. In base al numero di abitanti la città rientra nella classe V (da 5.000 a 9.999 persone).

## Geografia fisica
La città è situata a 11° 52' 45 N e 79° 22' 45 E.

## Società

### Evoluzione demografica
Al censimento del 2001 la popolazione di Thiruvennainallur assommava a 8.517 persone, delle quali 4.292 maschi e 4.225 femmine. I bambini di età inferiore o uguale ai sei anni assommavano a 1.055, dei quali 606 maschi e 449 femmine. Infine, coloro che erano in grado di saper almeno leggere e scrivere erano 5.826, dei quali 3.314 maschi e 2.512 femmine.